# 549
El 549 (DXLIX) fou un any comú començat en divendres del calendari julià.

## Esdeveniments
- Els ostrogots recuperen Roma
- Concilis de València i Orleans
- Els eslaus envaeixen Grècia.
- Àkhila I esdevé rei dels visigots.